# Diglossa carbonaria
El pinchaflor carbonero (Diglossa carbonaria), también denominado diglosa carbonosa o payador vientre gris, es una especie de ave paseriforme de la familia Thraupidae, perteneciente al numeroso género Diglossa. Es nativo de regiones andinas del oeste de América del Sur. 

## Distribución y hábitat
Es endémico de los Andes de Bolivia, desde el sur de La Paz al norte de Chuquisaca. Hubo un avistamiento reciente en Jujuy, noroeste de Argentina.
Esta especie es considerada poco común a común en sus hábitats naturales: los bordes de bosques nublados y enanos, zonas de matorral y arbustales de kewiña (Polylepis) secos a hiperhúmedos, jardines de montaña, tanto en regiones húmedas como áridas, zonas agrícolas, jardines y parques, en altitudes entre 2500 y 4000 m.

## Sistemática

### Descripción original
La especie D. carbonaria fue descrita por primera vez por los ornitólogos franceses Alcide d'Orbigny y Frédéric de Lafresnaye en 1838 bajo el nombre científico «Serrirostrum carbonarium»; su localidad tipo es: «Sicasica, La Laz, Bolivia».

### Etimología
El nombre genérico femenino Diglossa proviene del griego «diglōssos» que significa de lengua doble, que habla dos idiomas; y el nombre de la especie «carbonaria» proviene del latín «carbonarius»: carbonero, cocina de carbón.

### Taxonomía
Es monotípica. Los amplios estudios filogenéticos recientes demuestran que la presente especie es próxima de un clado integrado por Diglossa brunneiventris y D. humeralis + D. gloriosa. Las cuatro especies que integran este clado monofilético ya fueron consideradas conespecíficas (grupo carbonaria).